# بلدة بينتون (كانساس)
بلدة بينتون هي بلدة في مقاطعة أتشيسون، كانساس، الولايات المتحدة الأمريكية. اعتبارًا من تعداد 2010، كان عدد سكانها 1014.

## روابط خارجية
- US-Counties.com
- مدينة سيتي.كوم